# مارسيل رويز
مارسيل رويز (بالإسبانية: Marcel Ruiz) هو لاعب كرة قدم مكسيكي، ولد في 26 أكتوبر 2000 في ماردة في المكسيك. لعب مع نادي كيريتارو.

## وصلات خارجية
- مارسيل رويز على موقع قاعدة بيانات كرة القدم.إي يو (الإنجليزية)
- مارسيل رويز على موقع Soccerway.com (الإنجليزية)
- مارسيل رويز على موقع عالم كرة القدم.نت (الإنجليزية)